# Afke Boven
Afke Boven (Dokkum, 13 augustus 1980) is een Nederlands journalist en presentatrice.
Boven werd geboren in Dokkum en groeide op Ameland op. Zij studeerde van 1999 tot 2003 aan de Hogeschool voor de Journalistiek in Zwolle. Hierna heeft ze bij verschillende mediabedrijven gewerkt, waaronder als freelancejournalist bij het Dagblad van het Noorden. Van 2013 tot 2021 was ze werkzaam bij Omrop Fryslân, onder andere als presentator van het nieuwsprogramma Fryslân Hjoed. Ook was ze bij deze omroep eindredacteur en live-verslaggever bij evenementen als het Skûtsjesilen.
In 2021 begon Boven in deeltijd als eindredactrice voor NOS Journaal Regio. In 2022 werd ze presentator bij het NOS Journaal en sinds 2024 presenteert ze bij NOS Sport ook het programma rond de Formule 1.
In 2024 deed ze mee aan het zomerseizoen van De slimste mens.